# Талер, Эрвин
Эрвин Талер (нем. Erwin Thaler, 21 мая 1930, Инсбрук, Тироль — 29 ноября 2001) — австрийский бобслеист, пилот, выступавший за сборную Австрии в 1960-е годы. Участник двух зимних Олимпийских игр, обладатель серебряной медали Инсбрука, серебряный призёр Гренобля, чемпион мира и Европы.

## Биография
Эрвин Талер родился 21 мая 1930 года в Инсбруке, земля Тироль. С ранних лет увлёкся спортом, позже заинтересовался бобслеем и прошёл отбор в национальную сборную Австрии, присоединившись к ней в качестве пилота. Сразу стал показывать неплохие результаты, на чемпионате мира 1963 года в Игльсе выиграл бронзу в зачёте четвёрок и, благодаря этому успеху, удостоился права защищать честь страны на Олимпийских играх 1964 года в Инсбруке, где, находясь в составе четырёхместного экипажа завоевал серебряную медаль. Кроме того, его команда боролась здесь за место на подиуме в программе двухместных экипажей, но по итогам всех заездов оказалась лишь на восьмой позиции.
В период 1965—1967 три раза подряд становился чемпионом Европы в двойках, а также пополнил медальную коллекцию золотом с чемпионата мира в Альп-д'Юэз. Ездил соревноваться на Олимпийские игры 1968 года в Гренобль, где добился того же результата, что и в прошлый раз — серебряная медаль в четвёрках. В двойках вновь выступил менее успешно, финишировав четвёртым.
В 1969 году добавил в послужной список ещё одну золотую награду европейского достоинства, приехав первым на состязаниях в итальянской Червинии. Конкуренция в сборной сильно возросла, поэтому вскоре Эрвин Талер принял решение завершить карьеру профессионального спортсмена, уступив место молодым австрийским бобслеистам. За свои спортивные достижения награждён почётным знаком «За заслуги перед Австрийской Республикой». Умер 29 ноября 2001 года.